# Himexazol
A himexazol a cukorrépa-vetőmag drazsírozásához használt gombaölő szer. Fusarium(en), Aphanomyces(en), Pythium(en) és Corticium(en)  által okozott fertőzés ellen hatásos.
A növény levelébe vagy gyökerébe jutva gyorsan glikozidokká alakul, és helyi szisztémás hatása van. Az O-glikozid gombaellenes hatású, míg az N-glikozid a növény növekedését segíti.

## Hatásmód
A gomba DNS-szintézisére hat, ezáltal gátolja az osztódást.

## Veszélyek
Az Egészségügyi Világszervezet az U osztályba sorolta: normál használat esetén valószínűtlen, hogy akut veszélyt okozzon.
A talajban acetoacetamidra bomlik, ill. tautomerjére, 5-metil-2(3H)-oxazolonra rendeződik át, de gombaölő hatását hetekig megőrzi. Természetes vízben 30 °C-on két hét, 10–13 °C-on két hónap alatt bomlik el teljesen. Napfényben stabil, de UV-fényben könnyen oxazolinonra (és még két azonosítatlan melléktermékre) bomlik.
További ismert bomlástermékek: acetecetsav(en) (vízben), acetoacetimid és krotonsav (talajban anaerób körülmények között).
Patkányokból a himexazol 96%-a a vizeleten keresztül távozik O-glükuronid- és szulfátszármazékok formájában.